# Which Way Home
Which Way Home è un documentario del 2009 diretto da Rebecca Cammisa candidato al premio Oscar al miglior documentario.